# Auguste du Vergier de La Rochejaquelein

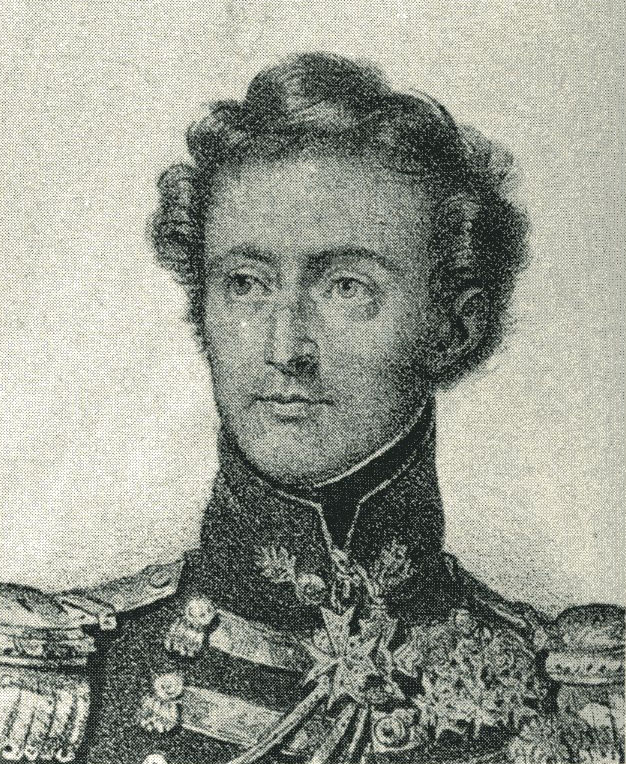
Auguste du Vergier de La Rochejaquelein

Auguste du Vergier de La Rochejaquelein (La Jaudonnière, 1783 – Parigi, 1868) è stato un generale francese.

## Biografia
Allo scoppio della Rivoluzione francese emigrò con il padre Henri-Louis-Auguste. Tornato in Francia nel 1801, sebbene legittimista, entrò nell'esercito napoleonico, a differenza del fratello Louis.
Con la Restaurazione e i Cento Giorni, combatté la guerra di Vandea del 1815, fu condannato a morte da Napoleone e poi graziato. Partecipò nel 1832 all'Insurrezione realista nella Francia occidentale promossa da Carolina di Borbone-Due Sicilie, duchessa di Berry, e morì nel 1868.
Fu sepolto con i suoi due fratelli, Henri e Louis nella chiesa di sant'Albino di Baubigné, nelle Deux-Sèvres.